# Université Monmouth
 (janvier 2020).
L'université Monmouth est une université privée américaine basée à West Long Branch au New Jersey. L'institution est connue pour le Monmouth University Polling Institute qu'elle abrite et qui réalise de nombreux sondages électoraux.
Ses équipes sportives portent le nom des Hawks.